# 二甲双胍
二甲雙胍（INN:metformin），以商品名Glucophage（中文譯名有庫魯化、格華止）等於市場上販售，是治療第2型糖尿病的主要一線藥物，特別適用於超重的患者。它也用於治療多囊性卵巢症候群，有時會作為仿單標示外使用輔助用藥，以降低服用抗精神病藥者出現代謝症候群的風險。研究顯示此藥物能抑制發炎反應，且不會導致體重增加。
二甲雙胍採口服方式給藥。
使用者對二甲雙胍通常具有良好的耐受性。而使用後常見的副作用有腹瀉、噁心和腹痛。它導致低血糖的風險很小。如果藥物劑量過大或有嚴重腎臟問題的人使用，則需要注意乳酸性酸中毒的風險。
二甲雙胍是一種雙胍類降血糖藥物。它的作用機制是減少肝臟的葡萄糖生成、增加身體組織對胰島素的敏感性，以及增加生長分化因子GDF15分泌，進而降低食慾和熱量攝取。
二甲雙胍最早由愛爾蘭化學家埃米爾·維爾納（Emil Werner）和詹姆斯·貝爾（James Bell）於1922年首次在科學文獻中描述。法國醫生尚·斯特恩（Jean Sterne）在1950年代開始對其進行人體研究，於1957年在法國作為藥物推出。此藥物已列入世界衛生組織基本藥物標準清單之中。市場上已有其通用名藥物（學名藥）供應。它是美國於2022年處方量第二大的藥物，開立的處方箋數量超過8,600萬張。在澳大利亞，二甲雙胍於2017年至2023年之間的處方量也是該國排名前十大的藥物之一。

## 醫療用途
二甲雙胍用於降低第2型糖尿病患者的血糖。它也被用作治療多囊性卵巢症候群所引起不孕症的二線藥物。

### 第二型糖尿病
美國糖尿病協會和美國內科醫師學會都推薦二甲雙胍作為治療第2型糖尿病的一線藥物。它與瑞格列奈同樣有效，且比所有其他口服第2型糖尿病藥物都更為有效。

### 多囊性卵巢症候群
對於患有多囊性卵巢症候群的個體，初步證據顯示使用二甲雙胍能提高活產率，包括那些使用可洛米分後仍未能懷孕的女性。二甲雙胍似乎不會改變流產的風險。

### 糖尿病與懷孕
有一項全面審查，將懷孕期間使用二甲雙胍與單獨使用胰島素的情況進行比較，結果顯示二甲雙胍示對母親和嬰兒的短期安全性良好，但長期安全性尚不明確。多項觀察性研究和隨機對照試驗發現二甲雙胍在妊娠期糖尿病的管理上與胰島素同樣有效，而且安全。

### 體重變化
使用二甲雙胍通常與體重減輕有關。它在抵消抗精神病藥奧氮平和氯氮平引起的體重增加方面，似乎是安全且有效。雖然使用二甲雙胍能幫助已經因氯氮平而增加體重的人能稍微減輕一些體重，但最有效，也是最有價值的做法是在患者開始服用氯氮平的時候，就設法避免體重增加，而不是等到體重增加後，才用二甲雙胍或其他方法來補救。

### 與胰島素併用
二甲雙胍可能會減少第1型糖尿病患者對胰島素的需求，但同時會增加出現低血糖的風險。

## 禁忌症
有以下情況的個體禁用二甲雙胍：
- 嚴重腎功能不全（腎絲球過濾率（腎功能測試（英语：Assessment of kidney function））估計值 (eGFR) 低於30毫升/分鐘/1.73平方公尺）[51]
- 已知對二甲雙胍過敏[51]
- 急性或慢性代謝性酸中毒（英语：metabolic acidosis），包括糖尿病酮酸血症（由未受控制的糖尿病引起），[51]無論是否伴隨昏迷[52]

## 副作用
二甲雙胍引發的副作用，最常見的是腸胃道不適，包括腹瀉、腹絞痛、噁心、嘔吐和放屁頻率增加。二甲雙胍較大多數其他降血糖藥會更常引起腸胃道副作用。二甲雙胍所引發最嚴重的潛在副作用是乳酸性酸中毒。這種併發症很少見，且似乎與肝功能或腎功能受損有關。二甲雙胍禁用於患有嚴重腎臟疾病的人，但在有腎臟問題的患者中仍可以較低劑量使用。

### 腸胃道
腸胃道不適有導致嚴重身體不適的可能，這種情況最常見於剛開始服用二甲雙胍時，或在增加劑量時。通常可透過從低劑量（每日1.0至1.7克）開始，並逐步增加劑量來避免，但即便使用低劑量，仍有5%的人可能無法耐受二甲雙胍。使用緩釋或長效製劑或能會改善耐受性。
長期使用二甲雙胍與同半胱胺酸水平升高以及維生素B12吸收不良有關。較高劑量和長期使用會增加維生素B12缺乏症的發生率，一些研究人員建議進行篩查或預防策略以為因應。

### 過量
過量服用二甲雙胍最常見的症狀有嘔吐、腹瀉、腹痛、心跳過速、嗜睡，以及罕見的低血糖或高血糖。二甲雙胍過量的治療通常僅為支持性，目前並無已知的特定解毒劑。嚴重過量時建議採用體外治療（指將患者的血液引出體外，透過醫療設備進行處理，以清除血液中的有害物質（例如過量的藥物），然後再將淨化後的血液輸回體內）。由於二甲雙胍分子量低且不與血漿蛋白結合，這些技術有助於將二甲雙胍從血漿中清除，而阻止乳酸過度產生。
二甲雙胍可在血液、血漿或血清中進行定量檢測，以監測治療效果、確認中毒診斷，或協助法醫進行死亡調查。接受治療劑量的患者，血液或血漿中的二甲雙胍濃度通常介於1–4毫克/升。急性過量受害者則介於40–120毫克/升。而致死案例則介於80–200毫克/升。色層分析法是常用的檢測方法。
雖然使用相當大的劑量也通常不會致命，但二甲雙胍過量會增加二甲雙胍相關的乳酸性酸中毒風險。

### 交互作用
H2受體拮抗劑西咪替丁會減少腎臟對二甲雙胍的清除，而導致其血漿濃度升高。二甲雙胍和西咪替丁都經由腎小管分泌從體內清除，兩者，尤其是西咪替丁的陽離子形式，可能會競爭相同的轉運機制。一項小型的雙盲隨機研究發現抗生素頭孢氨苄也能透過類似機制增加二甲雙胍在體內的濃度。理論上，其他陽離子藥物也可能產生相同的效果。
二甲雙胍也會與抗膽鹼劑產生交互作用，原因在於後者會影響胃腸蠕動。抗膽鹼劑會減緩胃腸蠕動，延長藥物在胃腸道中的停留時間。這種影響可能導致比沒使用抗膽鹼劑時會吸收更多的二甲雙胍，進而增加二甲雙胍在血漿中的濃度，並提高出現副作用的風險。

## 藥理學

### 作用機制
二甲雙胍的分子作用機制尚未完全闡明。目前已提出多種潛在的作用機制，包括：抑制粒線體呼吸鏈（{{le|呼吸鏈複合體 I|Respiratory complex I))）、活化AMP活化蛋白激酶（AMPK）、抑制胰高血糖素誘導的環腺苷酸（cAMP）升高並減少蛋白激酶A（PKA）的活化、透過複合體IV介導抑制粒線體甘油-3-磷酸脫氫酶的GPD2變體（從而減少甘油對肝臟糖質新生的貢獻），以及對腸道菌群的影響。

### 藥物動力學
二甲雙胍在空腹條件下口服，生物利用度為50–60%，且吸收緩慢。服用即釋型二甲雙胍後，最大血藥濃度（Cmax）會在1–3小時內達到。而長效緩釋劑型則需4–8小時。二甲雙胍的血漿蛋白結合率可忽略不計，這也反映在其非常高的表觀分佈容積（單次給藥後為300–1,000升）上。藥物濃度通常在1–2天內達到穩定狀態。

## 歷史
二甲雙胍所屬的雙胍類降血糖藥物，源自山羊豆這種植物，其在民間醫學中已有數百年歷史。雖然山羊豆本身不含雙胍類藥物，二甲雙胍是經化學合成的化合物，旨在降低植物中衍生的胍和山羊豆鹼的毒性。
二甲雙胍最早於1922年被文獻提及，1929年其降糖作用被發現，但當時未受重視。直到1940年代末，對二甲雙胍的興趣才重新興起。1950年，菲律賓裔醫師Eusebio Y. Garcia發現二甲雙胍（他稱之為Fluamine）能降低血糖，且無毒性。
法國糖尿病學家Jean Sterne受到Garcia報告的啟發，重新研究二甲雙胍的降血糖特性。Sterne是首位將二甲雙胍用於治療人類糖尿病的醫生，他將其命名為"Glucophage"（食糖者），並於1957年發表研究成果。同年，二甲雙胍在法國作為藥物上市，並於1958年進入英國藥典。
直到1970年代其他雙胍類藥物被撤下市場後，二甲雙胍才再次引起廣泛關注。它於1972年在加拿大獲准用於醫療用途，但直到1994年才獲得美國食品藥物管理局（FDA）批准用於治療第2型糖尿病。必治妥施貴寶獲授權生產的Glucophage於1995年3月3日首次在美國上市。現於多個國家都能買到二甲雙胍的學名藥。
二甲雙胍在FDA和歐洲藥品管理局均被授予孤兒藥資格。

## 社會與文化

### 環境影響
二甲雙胍及其主要的轉化產物胍基脲（guanylurea）存在於廢水處理廠的排放物中，並經常在地表水中被檢測到。在德國的埃佩河中，曾測得超過200微克/升的胍基脲濃度，這已是水生環境中檢測到的藥物轉化產物最高濃度之一.

### 市售製劑
英國核准名稱 (BAN)、美國採用名稱 (USAN) 和國際非專有藥名 （INN）均使用metformin的名稱。它以多種品牌名稱販售。在美國，常見的品牌名稱有Glucophage、Riomet、Fortamet和Glumetza。

#### 與其他藥物併用
二甲雙胍經常會與其他藥物一同開立處方，用於治療第2型糖尿病。市面上有幾種固定劑量複方藥，有減少服藥負擔、降低成本並簡化給藥方式的潛力。

#### 三重組合藥物
二甲雙胍與達格列淨和沙格列汀組合的複方藥達格列淨/沙格列汀/二甲雙胍在美國以Qternmet XR的品牌名稱販售。
二甲雙胍與吡格列酮和格列本脲組合的複方藥在印度以Accuglim-MP、Adglim MP和Alnamet-GP等品牌名稱販售。在菲律賓則以Tri-Senza品牌販售。
二甲雙胍與吡格列酮和硫辛酸的組合藥物在土耳其以Pional品牌販售。

## 研究
二甲雙胍是一種多效性藥物，除能降血糖作用外，還具有廣泛的脫靶活性。其中大部分歸因於它對AMP活化蛋白激酶 (AMPK) 的作用，也有其他機制被提出。二甲雙胍已被研究，用於多種病症，包括：
- 代謝功能障礙相關脂肪性肝病[101][102][103]
- 性早熟[104][105][106]
- 癌症.[107][108][109]
- 糖尿病患者的心血管疾病[110]
- 老化[111][112]

### 衰老與延長壽命
二甲雙胍正被研究作為一種能延緩衰老的藥物。它在某些動物（例如：秀麗隱桿線蟲和蟋蟀）中可能可增加壽命。這種效果可能透過胰島素和碳水化合物的調節來實現，類似於它對糖尿病的作用。二甲雙胍是否能幫助延長壽命，即使是對於原本健康的人，目前仍是未知數。於2021年發佈的一項文獻回顧發現它更有可能改善健康壽命（即健康生活的年數），而非整體壽命。
於2017年發佈的一項回顧發現服用二甲雙胍的糖尿病患者，全因死亡率較低。他們罹患癌症和心血管疾病的風險也較接受其他療法的人為低。然而，對於沒有糖尿病的人，二甲雙胍似乎無法降低罹患癌症和心血管疾病的風險。

## 延伸閱讀
- Markowicz-Piasecka M, Huttunen KM, Mateusiak L, Mikiciuk-Olasik E, Sikora J. . Current Pharmaceutical Design. 2017, 23 (17): 2532–2550. PMID 27908266. doi:10.2174/1381612822666161201152941.
- McCreight LJ, Bailey CJ, Pearson ER. . Diabetologia. March 2016, 59 (3): 426–35. PMC 4742508 . PMID 26780750. doi:10.1007/s00125-015-3844-9.
- Moin T, Schmittdiel JA, Flory JH, Yeh J, Karter AJ, Kruge LE, Schillinger D, Mangione CM, Herman WH, Walker EA. . American Journal of Preventive Medicine. October 2018, 55 (4): 565–574. PMC 6613947 . PMID 30126667. doi:10.1016/j.amepre.2018.04.038.
- Rena G, Hardie DG, Pearson ER. . Diabetologia. September 2017, 60 (9): 1577–1585. PMC 5552828 . PMID 28776086. doi:10.1007/s00125-017-4342-z.
- Sanchez-Rangel E, Inzucchi SE. . Diabetologia. September 2017, 60 (9): 1586–1593. PMID 28770321. doi:10.1007/s00125-017-4336-x .
- Zhou J, Massey S, Story D, Li L. . International Journal of Molecular Sciences //www.ncbi.nlm.nih.gov/pmc/articles/PMC6213209 |PMC=缺少标题 (帮助). September 2018, 19 (10): 2863. PMC 6213209 . PMID 30241400. doi:10.3390/ijms19102863 .
- Zhou T, Xu X, Du M, Zhao T, Wang J. . Biomedicine & Pharmacotherapy. October 2018, 106: 1227–1235. PMID 30119191. S2CID 52031602. doi:10.1016/j.biopha.2018.07.085.

## 外部連結
- . Health Canada. May 2024.
- . European Medicines Agency (EMA). October 2019.

Template:Merck Serono